# Ronde du Sidobre
La Ronde du Sidobre est une course cycliste française disputée de 1989 en 2010 dans la région montagneuse du Sidobre. Créée en 1989, cette épreuve est organisée le lendemain des Boucles du Tarn, avant de fusionner avec cette dernière en 2011.

## Palmarès
| Année | Vainqueur           | Deuxième             | Troisième            |
| ----- | ------------------- | -------------------- | -------------------- |
| 1989  | Jean-Marc Laffitte  | Didier Cavaroc       | Jean-Luc Murcia      |
| 1990  | Didier Rous         | Henryk Sobinski      | Lars Michaelsen      |
| 1991  | Laurent Roux        | Mieczysław Karłowicz | Michel Bonnet        |
| 1992  | Michel Bonnet       | Laurent Roux         | Christophe Rinero    |
| 1993  | Ghislain Marty      | Éric Larue           | Henryk Sobinski      |
| 1994  | Pascal Churin       | Jean-Jacques Lamour  | Franck Faugeroux     |
| 1995  | Denis Leproux       | Christophe Lanxade   | Igor Pavlov          |
| 1996  | David Moncoutié     | Vincent Cali         | Christophe Lanxade   |
| 1997  | Igor Pavlov         | Thierry Elissalde    | Vincent Julliot      |
| 1998  | Walter Bénéteau     | Pierre Elias         | Stéphane Eyquard     |
| 1999  | Alexandre Botcharov | Régis Balandraud     | Christophe Cousinié  |
| 2000  | Christophe Cousinié | Igor Pavlov          | Samuel Plouhinec     |
| 2001  | Gaël Moreau         | Igor Pavlov          | Sébastien Bordes     |
| 2002  | Christophe Cousinié | Christophe Dupouey   | Christophe Dupèbe    |
| 2003  | Christophe Cousinié | Mathieu Perget       | Michel Ambrosini     |
| 2004  | Christophe Cousinié | Yvan Becaas          | Vincent Herbaut      |
| 2005  | Julien Loubet       | Timothy Gudsell      | François Chluda      |
| 2006  | Wong Kam Po         | Mathieu Fabry        | Florian Chabbal      |
| 2007  | Romain Sicard       | Lionel Suhubiette    | Grzegorz Kwiatkowski |
| 2008  | Nikolay Mihaylov    | Thomas Vaubourzeix   | Julien Nicolas       |
| 2009  | Romain Ramier       | Nikolay Mihaylov     | Thomas Vaubourzeix   |
| 2010  | Nikolay Mihaylov    | Christophe Goutille  | Damien Albaret       |